# Fórum zahraničních kulturních institutů v Paříži
Fórum zahraničních kulturních institutů v Paříži (francouzsky Forum des instituts culturels étrangers à Paris) je asociace zahraničních kulturních center a institucí se sídlem v Paříži a několika dalších institucí (např. Cité internationale universitaire de Paris, Latinská unie, Dům Latinské Ameriky, Forum des littératures étrangères contemporaines). Nachází se na adrese Rue de Varenne č. 50 v 7. obvodu. Bylo založeno z iniciativy Kanadského kulturního centra 11. dubna 2002. Fórum má za úkol rozvíjet kulturní rozmanitost. Od roku 2009 je ředitelem centra Martin J. Bonhard, který je zároveň ředitelem Českého centra v Paříži.

## Seznam institucí
- Alžírské kulturní centrum v Paříži,  Alžírsko
- Výzkumné centrum arménské diaspory,  Arménie
- Centrum Valonsko-Brusel v Paříži,  Belgie
- Bulharské kulturní centrum v Paříži,  Bulharsko
- České centrum v Paříži,  Česko
- Čínské kulturní centrum v Paříži,  Čína
- Dánský dům v Paříži,  Dánsko
- Egyptské kulturní centrum v Paříži,  Egypt
- Estonský institut v Paříži,  Estonsko
- Finský institut v Paříži,  Finsko
- Indické centrum v Paříži,  Indie
- Íránské kulturní centrum v Paříži,  Írán
- Irské kulturní centrum v Paříži,  Irsko
- Italský kulturní institut v Paříži,  Itálie
- Dům japonské kultury v Paříži,  Japonsko
- Jemenské kulturní centrum v Paříži,  Jemen
- Korejské kulturní centrum v Paříži,  Jižní Korea
- Kanadské kulturní centrum v Paříži,  Kanada
- Institut Raymond Lulle,  Katalánsko a Baleáry
- Maďarský institut v Paříži,  Maďarsko
- Mexický institut v Paříži,  Mexiko
- Goethe-Institut,  Německo
- Nizozemský institut v Paříži,  Nizozemsko
- Polský institut v Paříži,  Polsko
- Instituto Camões v Paříži,  Portugalsko
- Rakouské kulturní fórum v Paříži,  Rakousko
- Rumunský kulturní institut v Paříži,  Rumunsko
- Ruské centrum pro vědu a kulturu,  Rusko
- Slovenský institut v Paříži,  Slovensko
- British Council,  Spojené království
- Srbské kulturní centrum v Paříži,  Srbsko
- Syrskoarabské kulturní centrum v Paříži,  Sýrie
- Instituto Cervantes v Paříži,  Španělsko
- Švédské kulturní centrum v Paříži,  Švédsko
- Švýcarské kulturní centrum v Paříži,  Švýcarsko
- Tchajwanské kulturní centrum v Paříži,  Tchaj-wan
- Kulturní centrum Anatolie,  Turecko
- Institut kurde de Paris
- Institut du monde arabe
- Cité internationale universitaire de Paris
- Dům Latinské Ameriky
- Dům Evropy a Orientu
- Latinská unie
- Forum des littératures étrangères contemporaines